# La Chaussée-Tirancourt
La Chaussée-Tirancourt és un municipi francès situat al departament del Somme i a la regió dels Alts de França. L'any 2007 tenia 658 habitants.

## Demografia

### Població

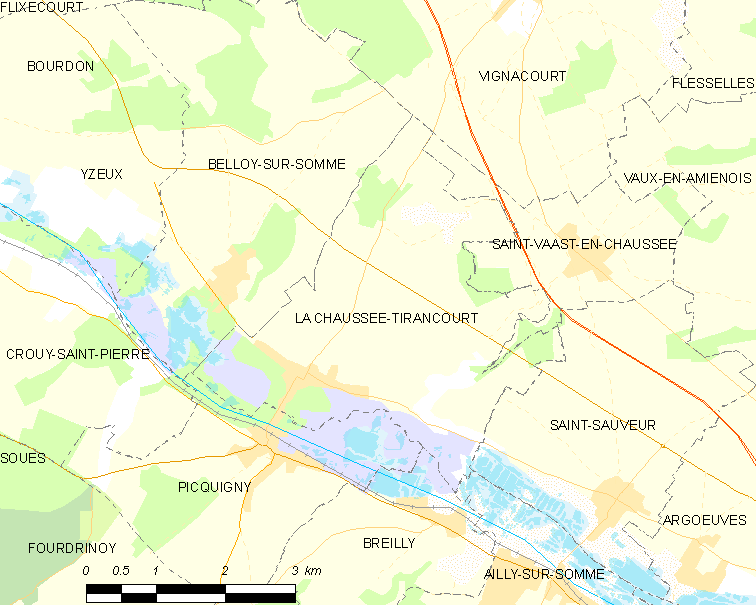

El 2007 la població de fet de La Chaussée-Tirancourt era de 658 persones. Hi havia 239 famílies de les quals 40 eren unipersonals (28 homes vivint sols i 12 dones vivint soles), 88 parelles sense fills, 99 parelles amb fills i 12 famílies monoparentals amb fills.
La població ha evolucionat segons el següent gràfic:
Habitants censats

### Habitatges

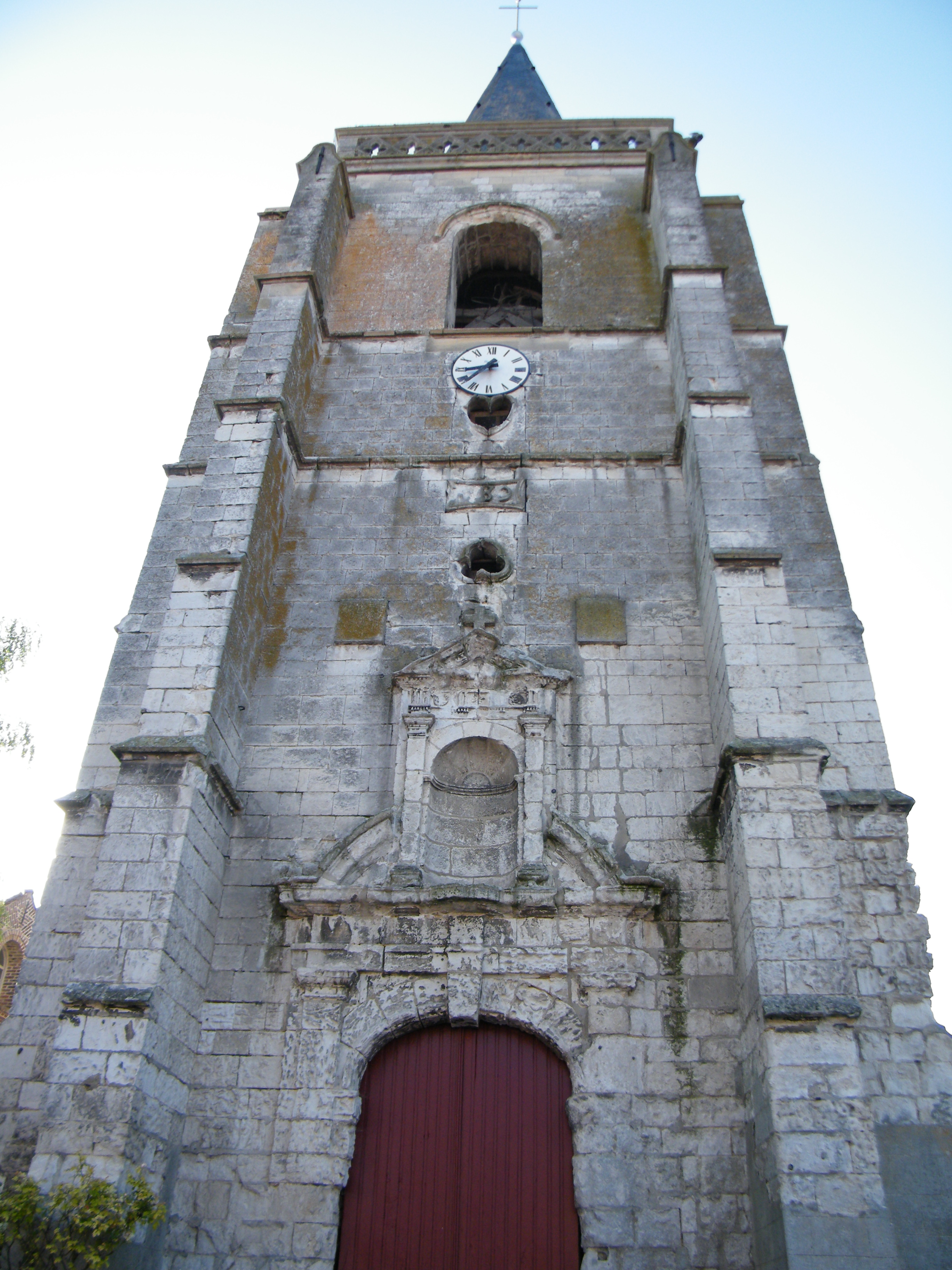

El 2007 hi havia 270 habitatges, 252 eren l'habitatge principal de la família, 6 eren segones residències i 12 estaven desocupats. 267 eren cases i 1 era un apartament. Dels 252 habitatges principals, 218 estaven ocupats pels seus propietaris, 31 estaven llogats i ocupats pels llogaters i 3 estaven cedits a títol gratuït; 1 tenia una cambra, 11 en tenien dues, 40 en tenien tres, 79 en tenien quatre i 121 en tenien cinc o més. 193 habitatges disposaven pel capbaix d'una plaça de pàrquing. A 105 habitatges hi havia un automòbil i a 123 n'hi havia dos o més.

### Piràmide de població

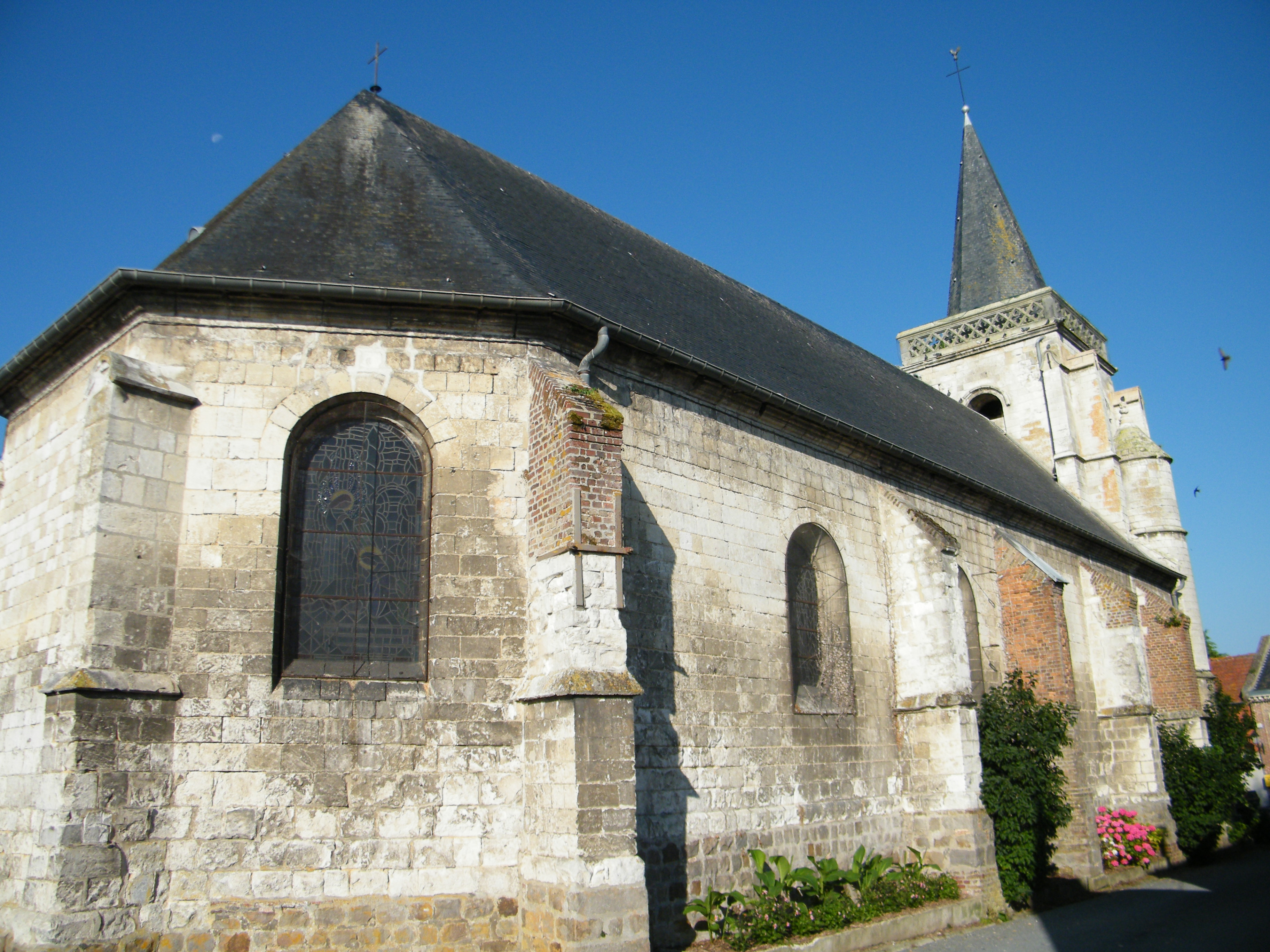

La piràmide de població per edats i sexe el 2009 era:
| Homes | Edats   | Dones |
| ----- | ------- | ----- |
| 0     | 95 o +  | 4     |
| 0     | 90 a 94 | 0     |
| 0     | 85 a 89 | 4     |
| 8     | 80 a 84 | 4     |
| 8     | 75 a 79 | 12    |
| 12    | 70 a 74 | 16    |
| 20    | 65 a 69 | 24    |
| 20    | 60 a 64 | 16    |
| 12    | 55 a 59 | 20    |
| 40    | 50 a 54 | 28    |
| 40    | 45 a 49 | 24    |
| 24    | 40 a 44 | 28    |
| 12    | 35 a 39 | 32    |
| 20    | 30 a 34 | 12    |
| 32    | 25 a 29 | 24    |
| 20    | 20 a 24 | 32    |
| 32    | 15 a 19 | 24    |
| 24    | 10 a 14 | 24    |
| 8     | 5 a 9   | 12    |
| 20    | 0 a 4   | 4     |

## Economia

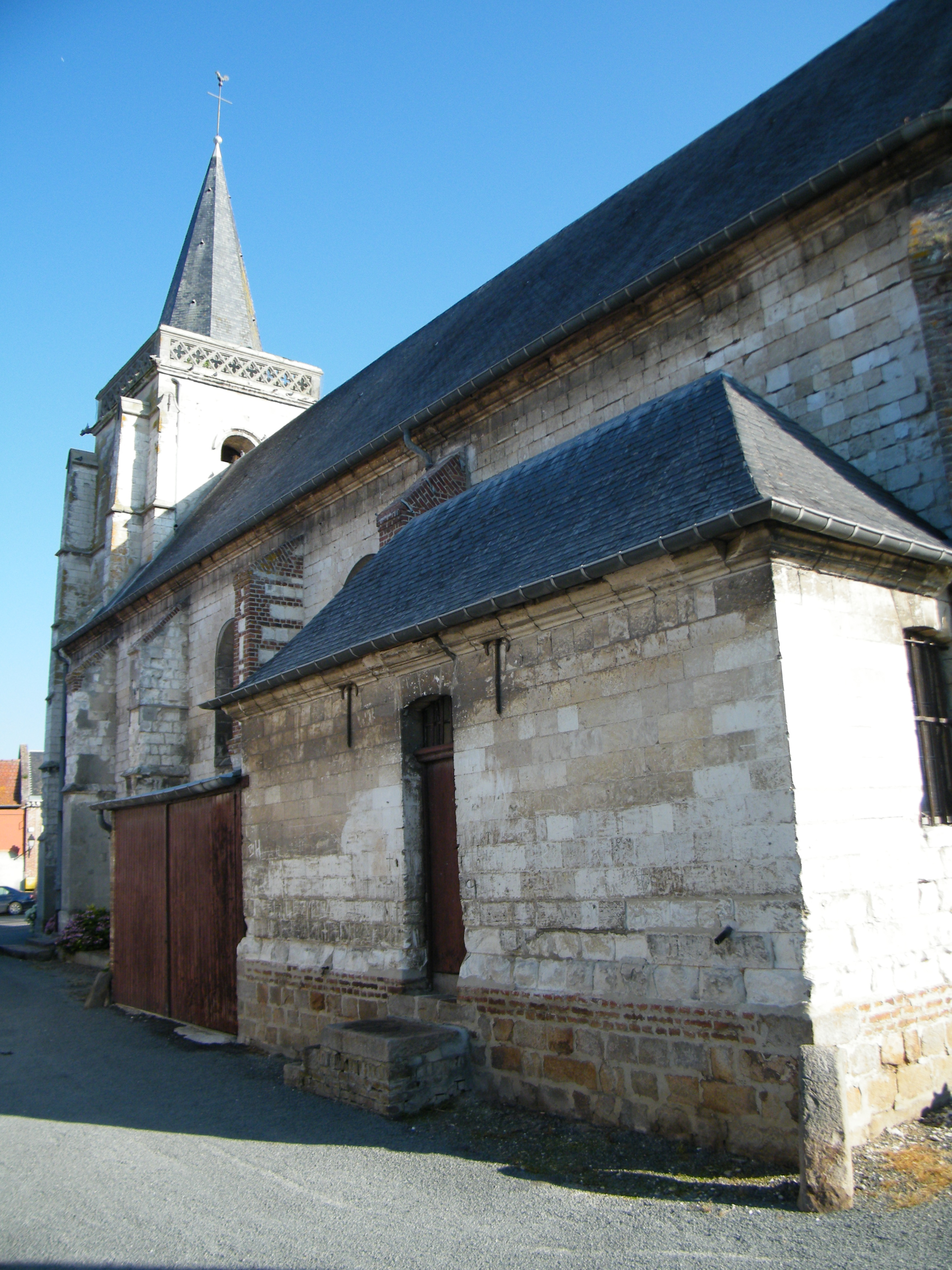

El 2007 la població en edat de treballar era de 419 persones, 296 eren actives i 123 eren inactives. De les 296 persones actives 281 estaven ocupades (145 homes i 136 dones) i 15 estaven aturades (6 homes i 9 dones). De les 123 persones inactives 47 estaven jubilades, 36 estaven estudiant i 40 estaven classificades com a «altres inactius».

### Ingressos

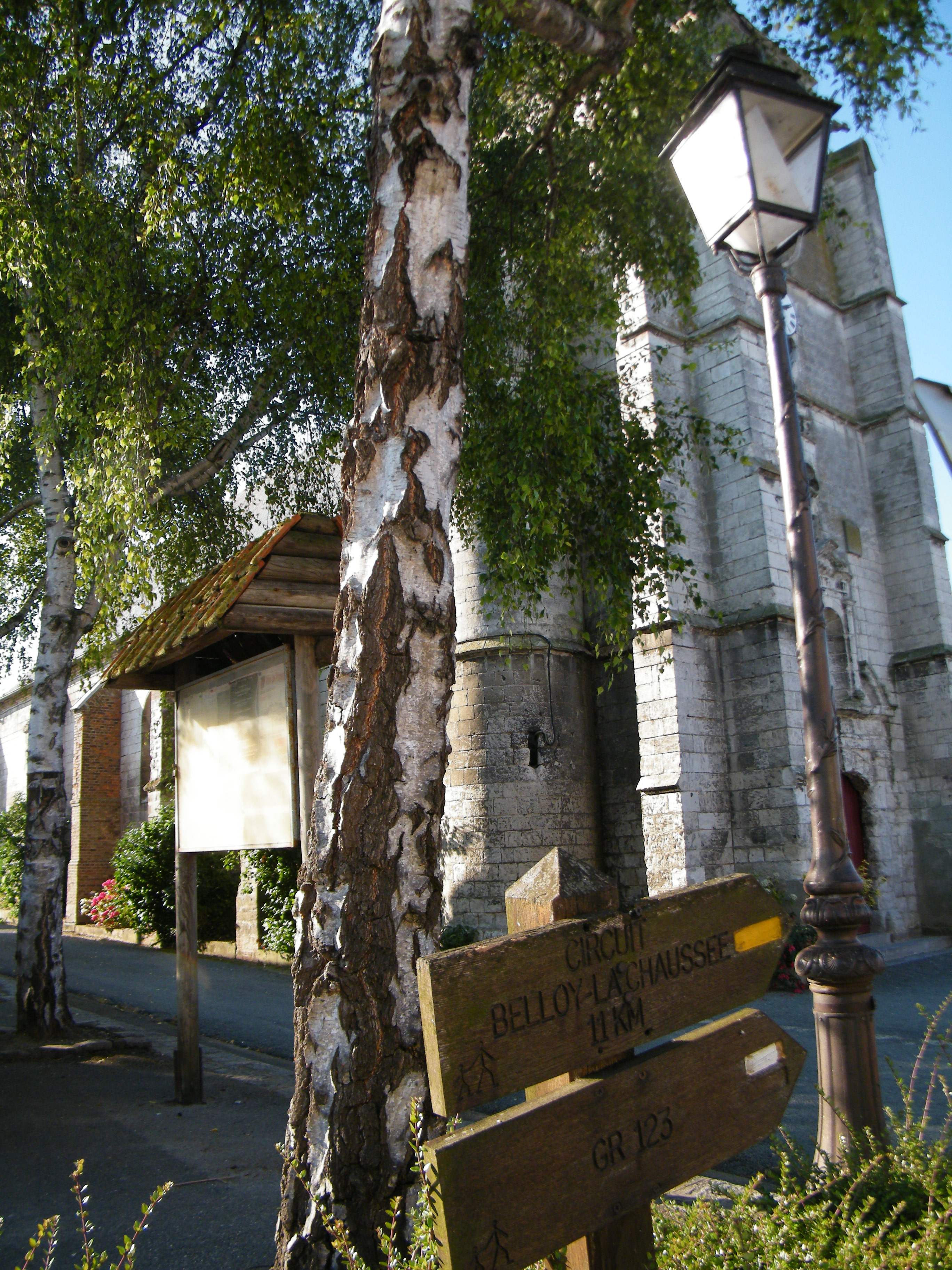

El 2009 a La Chaussée-Tirancourt hi havia 264 unitats fiscals que integraven 667,5 persones, la mediana anual d'ingressos fiscals per persona era de 19.465 €.

### Activitats econòmiques
Dels 20 establiments que hi havia el 2007, 2 eren d'empreses de fabricació d'altres productes industrials, 5 d'empreses de construcció, 3 d'empreses de comerç i reparació d'automòbils, 1 d'una empresa d'hostatgeria i restauració, 1 d'una empresa d'informació i comunicació, 2 d'empreses immobiliàries, 4 d'empreses de serveis, 1 d'una entitat de l'administració pública i 1 d'una empresa classificada com a «altres activitats de serveis».
Dels 5 establiments de servei als particulars que hi havia el 2009, 2 eren fusteries, 1 electricista, 1 empresa de construcció i 1 restaurant.
L'any 2000 a La Chaussée-Tirancourt hi havia 9 explotacions agrícoles que ocupaven un total de 580 hectàrees.

## Equipaments sanitaris i escolars
El 2009 hi havia una escola elemental.

## Poblacions més properes

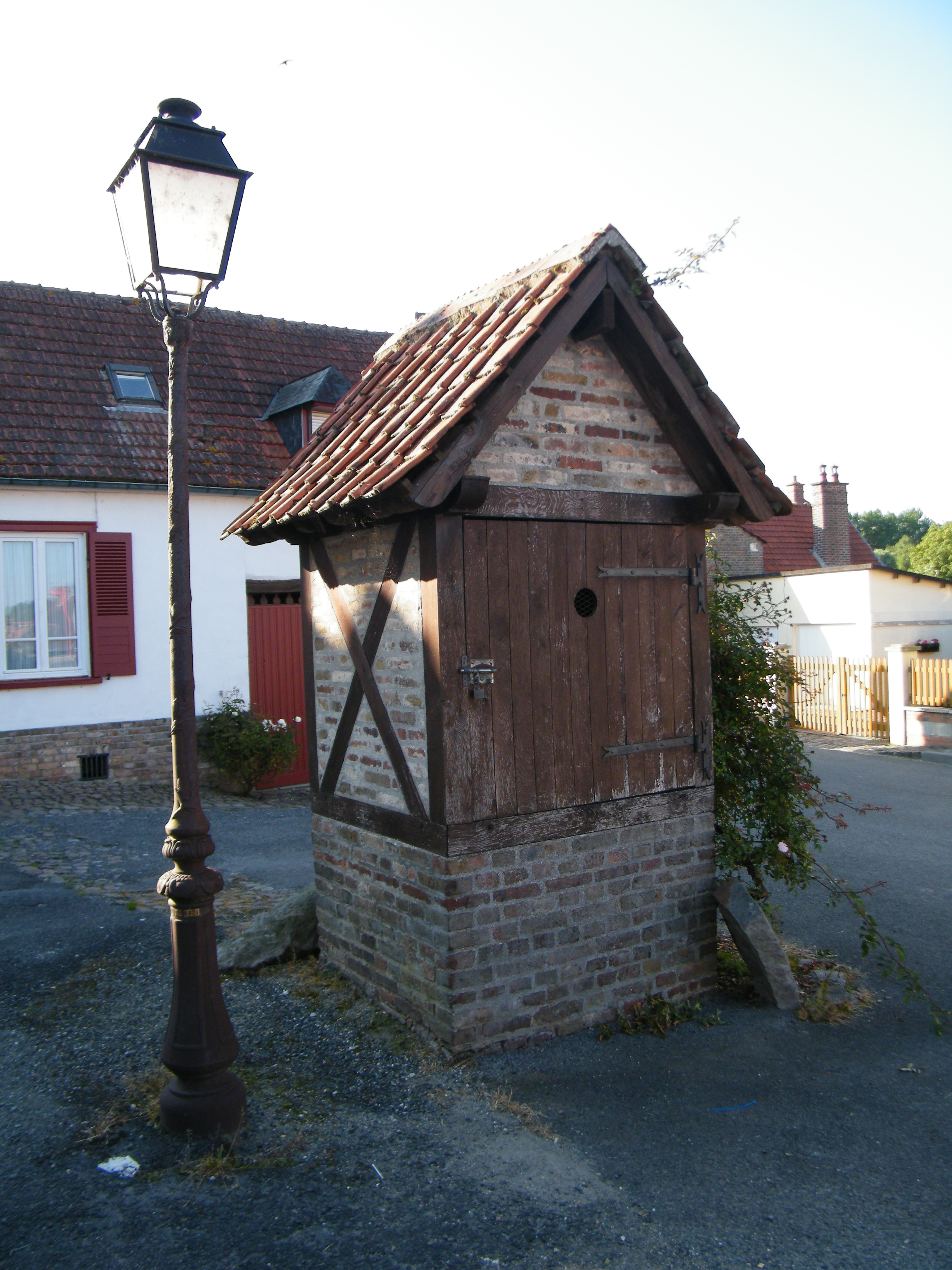

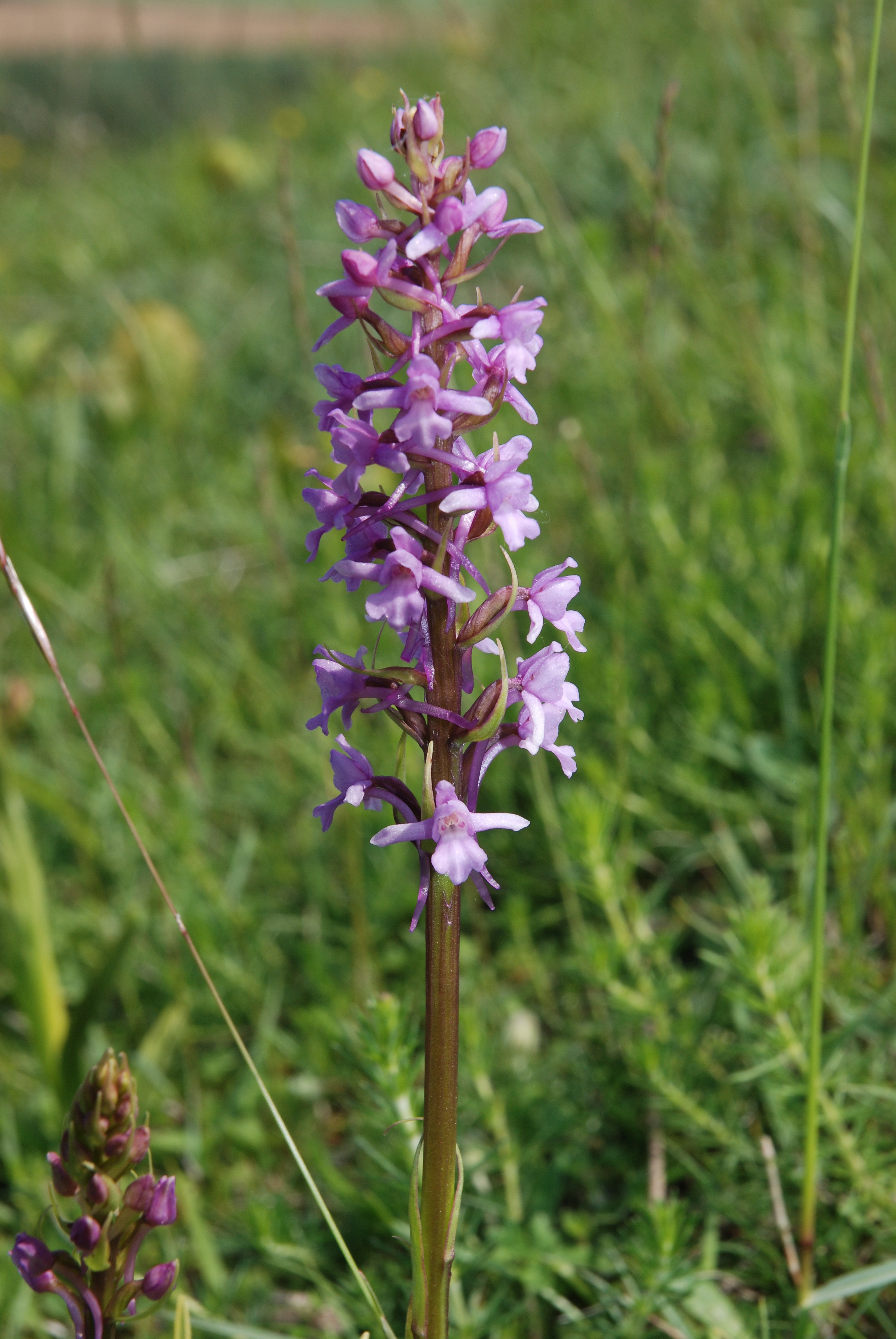

El següent diagrama mostra les poblacions més properes.